# 溝鯔
溝鯔為輻鰭魚綱鯔形目鯔科的其中一種，分布於西大西洋區，從中美洲、西印度群島至巴西海域，體長可達40公分，棲息在沿岸海域、河口，成小群活動，可做為食用魚。

## 擴展閱讀
維基物種上的相關：溝鯔